# SF-36
Der Short Form (SF)-36 Health Survey (SF-36) ist ein krankheitsübergreifendes Messinstrument zur Erhebung der gesundheitsbezogenen Lebensqualität. Der Fragebogen stellt die gekürzte Version eines in der Medical Outcome Study (MOS) entwickelten umfassenden Messinstrumentes dar. Das Instrument, dem eine über 20-jährige Entwicklungsarbeit zugrunde liegt, hat sich international als Standardinstrumentarium zur Erfassung der subjektiven Gesundheit herauskristallisiert. Der ursprünglich aus dem amerikanischen Sprachraum stammende Fragebogen wurde ins Deutsche übersetzt, umfassend psychometrisch getestet und normiert und hat in den vergangenen Jahren auch in Deutschland große Verbreitung erfahren. Die bisherigen Einsatzbereiche des SF-36 sind höchst vielfältig und haben sich ständig erweitert. Der SF-36 kann eingesetzt werden, um in Querschnittsstudien den Gesundheitszustand von Patienten mit unterschiedlichen Erkrankungen zu beschreiben oder die Auswirkungen von ambulanten oder stationären Behandlungsmaßnahmen auf die Lebensqualität zu evaluieren.

## Inhalte
Der SF-36 Health Survey erfasst mit 35 Items acht Dimensionen der subjektiven Gesundheit:
- Körperliche Rollenfunktion
- Körperliche Schmerzen
- Allgemeine Gesundheitswahrnehmung
- Vitalität
- Soziale Funktionsfähigkeit
- Emotionale Rollenfunktion
- Psychisches Wohlbefinden

Mit einem Einzelitem wird zusätzlich der aktuelle Gesundheitszustand im Vergleich zum vergangenen Jahr erfragt. Die Aufgabe der Patienten besteht darin, bei jedem Item die Antwortalternative anzukreuzen, die ihrem Erleben am nächsten kommt. Die Antwortkategorien beim SF-36 variieren. Sie reichen von dichotomen „ja-nein“-Antworten bis hin zu sechsstufigen Likert-Antwortskalen.
Die acht Subskalen lassen sich zwei Grunddimensionen der subjektiven Gesundheit zuordnen: der körperlichen und der psychischen Gesundheit.
Neben dem SF-36 existiert eine zwölf Items umfassende Kurzform, der SF-12, mit dem durch Gewichtung von zwölf Items die Körperliche und Psychische Summenskala ermittelt werden kann, jedoch keine Profildarstellung der acht Subskalen möglich ist. Neben dem SF-36 existieren auch abgeleitete Lebensqualitätsbögen mit zwölf (SF-12), acht (SF-8) oder sechs (SF-6) Fragen.
In deutscher Sprache liegt der SF-36 in der Version 1.3 vor, ebenso die Kurzform SF-12. Seit kurzem existiert auch eine Version 2.0 für beide Fragebögen, in der Änderungen einiger Itemformulierungen und Antwortskalen vorgenommen wurden. Der Einsatz der Version 2.0 ist jedoch nur durch den Erwerb von Lizenzen möglich.

## Anwendung
Der SF-36 gehört zu den krankheitsübergreifenden Verfahren, die die subjektive Gesundheit verschiedener Populationen unabhängig von ihrem Gesundheitszustand aus Sicht der Betroffenen erfassen. Insofern ist der Einsatzbereich in Bezug auf verschiedene Populationen breit: Sowohl gesunde Personen im Alter von 14 bis zum höchsten Lebensalter als auch erkrankte Populationen unterschiedlicher Erkrankungsgruppen können mit dem Verfahren untersucht werden.
Der Einsatz des Verfahrens erfolgt sowohl bei Populationen aus der sog. somatischen Medizin als auch bei psychischen Erkrankungen. Es existieren Publikationen über die Anwendung des SF-36 bei 130 verschiedenen Erkrankungen.
Jenseits des speziellen Spektrums klinischer Studien ergibt sich eine weitere Anwendungsmöglichkeit im Bereich der Outcome-Messung und Qualitätssicherung medizinischer Versorgungssysteme. Der Einsatz des SF-36 in deutschen Rehabilitationskliniken kann bereits als routinemäßig bezeichnet werden. Dabei wird der SF-36 zur Prüfung der Wirkung unterschiedlicher Rehabilitationsmaßnahmen eingesetzt. Zunehmend wird in epidemiologischen Studien bzw. in Public Health-Studien die gesundheitsbezogene Lebensqualität miteinbezogen, um Prävalenzen von Einschränkungen bzw. Planungsgrundlagen für Interventionen im Gesundheitssystem zu erhalten als auch die Lebensqualität von Populationen in unterschiedlichen Lebensbedingungen zu charakterisieren.
Ein neuer Indikationsbereich des SF-36, der sich zunehmend ausdifferenziert, sind gesundheitsökonomische Fragestellungen.

## Einschränkungen
Studien zeigten, dass auch ältere Menschen durchaus in der Lage sind, den SF-36-Fragebogen selbstständig zu bearbeiten. Hierbei muss jedoch mit einer längeren Bearbeitungszeit gerechnet werden. In der Gruppe älterer Menschen hat sich darüber hinaus die Durchführung per Interview bewährt, wobei sich das Interviewsetting ggf. auf das Antwortverhalten auswirken kann. Probleme mit der Beantwortung einiger Items ergeben sich manchmal bei der Anwendung des Fragebogens bei hospitalisierten Patienten. Fragen nach Tätigkeiten des Alltagslebens wie z. B. Einkaufstaschen heben, Sport treiben etc. können von diesen Patienten im Prinzip nicht beantwortet werden.

## Deutsche Version
Die psychometrische Prüfung des deutschen SF-36 basiert auf den Normstichproben aus den Jahren 1994 (N = 2.914), 1998 (N = 6.967) sowie 2021 (N = 2.509), die repräsentative Stichproben der bundesdeutschen Bevölkerung darstellen.